# Estación de Hinwil
La estación de Hinwil es una estación ferroviaria de la comuna suiza de Hinwil, en el Cantón de Zúrich.

## Historia y ubicación
La estación de Hinwil fue inaugurada en 1876 con la apertura de la línea férrea que comunica a Effretikon con Hinwil. En 1901 se inauguró el ferrocarril de Uerikon a Bauma, siendo clausurado en 1948 el tramo entre Uerikon y Hinwil a excepción de una sección en las cercanías de Bubikon para dar acceso a una zona industrial. Entre Hinwil y Bauma no se presta servicio comercial tanto de viajeros como de mercancías, sino que el tramo es operado por DVZO (Dampfbahn-Verein Zürcher Oberland), una asociación que preserva material ferroviario histórico, y organiza viajes turísticos con material ferroviario histórico por este tramo de la línea.
La estación se encuentra ubicada en el centro del núcleo urbano de Hinwil. Cuenta con dos andenes, uno central y otro lateral a los que acceden una vía terminal y dos vías pasantes. Además también existe otra vía pasante y una vía muerta. Hay varias derivaciones a industrias en el oeste de la ciudad.
En términos ferroviarios, la estación se sitúa en el extremo de la línea Effretikon - Hinwil, y asimismo es el origen del tramo preservado de la línea Uerikon - Bauma. Sus dependencias ferroviarias colaterales son la estación de Wetzikon hacia Effretikon y el apeadero de Ettenhausen-Emmetschloo en dirección Bauma.

## Servicios ferroviarios
Los servicios ferroviarios de esta estación están prestados por SBB-CFF-FFS:

### S-Bahn Zúrich
La estación está integrada dentro de la red de trenes de cercanías S-Bahn Zúrich, y en la que efectúan parada los trenes de una línea perteneciente a S-Bahn Zúrich:
- S 14 Affoltern am Albis – Altstetten – Zúrich HB – Oerlikon – Wallisellen – Hinwil